# テキサス郡 (ミズーリ州)
テキサス郡（英: Texas County）は、アメリカ合衆国ミズーリ州の南東部、オザーク・フットヒルズ地域に位置する郡である。2010年国勢調査での人口は26,008人であり、2000年の23,003人から13.1％増加した。郡庁所在地はヒューストン市（人口2,081人）であり、同郡で人口最大の都市はカブール市（人口2,146人）である。テキサス郡は1843年にアシュレー郡として設立され、1845年にテキサス共和国に因んでテキサス郡と改名された。2010年の国勢調査ではアメリカ合衆国の人口重心が郡内にあることになっている。

## 歴史
テキサス郡が1843年に設立されたとき、初代ミズーリ州副知事のウィリアム・H・アシュレーに因んでアシュレー郡と名付けられたが、公式に1845年2月14日に組織化されたときに、テキサス共和国に因んでテキサス郡と改名された。
郡庁は郡の中心近く、ブラッシー・クリーク沿いに1846年に区画が造られ、テキサス共和国の初代大統領サミュエル・ヒューストンに因んでヒューストンと命名された。現在の郡庁舎は1932年に建てられたものであり、6代目である。1977年に、また2007年にも改装された。郡内には岩の多い丘陵、泉、クリーク、川、洞穴が豊富にある。1826年にはインディアンが住んでいた。インディアンが居住した証拠として、郡内には多くのマウンドが残されていた。古代の宿営地の上の崖にはインディアンが描いた絵が残されている。テキサス郡となった地域は1808年のオーセージ族インディアン割譲地の一部だった。
1820年代、バージニア州、ケンタッキー州、テネシー州、両カロライナ州から開拓者がテキサス郡に入り、ビッグパイニー川沿いに製材所を造った。水量が多く、松材が豊富にあったので、開拓者はパイニー川から筏で木材をセントルイスまで流し、収入を得た。郡北部と北西部の広さ48,000エーカー (190 km2) の地域は現在マーク・トウェイン国立の森に入っており、また郡南東部の数エーカーはオザーク国立景観河川路公園の一部になっている。開拓者は肥沃な河川流域を開墾し、間もなく郡内のあちこちに丸太小屋ができた。当時は小さな家族農園が大半だった。最初の国勢調査だった1850年では人口2,312人だった。
開拓者の生活は幸福で心配も無かった。食べるだけの作物を育てたので食料に不足することはなく、銃で野生動物を狩ることもできた。動物を狩り、毛皮を旅の業者に売った。家畜は野ブタと鶏に限られていた。馬は稀であり、ほとんど誰もが一組の牛を所有していた。長年の間に農業は変化していった。1900年代初期農作物はトウモロコシ、コムギ、オートムギ、干草、牛、ブタなどだった。1990年代には牛肉や酪農であり、養豚が盛んである。
テキサス郡にとって南北戦争は混乱の時だった。郡民は圧倒的にアメリカ連合国支持だった。戦中に郡庁舎は北軍の作戦本部として占領された。ヒューストンはスプリングフィールドの北軍本部からローラの本部に行く道で重要な位置にあった。ヒューストンでは幾つかの小戦闘が起こった。南軍兵が町を襲い、あらゆる建物を燃やした。郡庁舎が焼ける前に南軍兵は郡の記録を持ち出しアーサーズ・クリーク沿いの洞穴に持っていって隠し、戦後にその全てを無事に戻した。
初期の社会活動は、説教師が町に来たときに教会に行くことだった。若者の楽しみと言えば、昔ながらのホーダウン（ダンス会）、キャンディ引き、トウモロコシの皮むき、納屋の暖気とり、キルティングビー（キルトを製作するための集い）、丸太ころがしだった。芸術や工芸が多くの者の暮らしに入り続けた。人々は教会の活動、オークション、ミュージカル、スクエアダンス、およびあらゆる種類のスポーツに集った。初期開拓者と同様、今日の釣りと川遊びは人気のあるレクリエーションである。狩猟も多くの者が楽しみ、鹿やシチメンチョウ狩では州内でもその人口が多い方である。

## 地理
アメリカ合衆国国勢調査局に拠れば、郡域全面積は1,179.24平方マイル (3,054.2 km2)であり、このうち陸地1,178.54平方マイル (3,052.4 km2)、水域は0.70平方マイル (1.8 km2)で水域率は0.06％である。

### 主要高規格道路
- アメリカ国道60号線
- アメリカ国道63号線
- ミズーリ州道17号線
- ミズーリ州道32号線
- ミズーリ州道38号線
- ミズーリ州道137号線

### 隣接する郡
- プラスキ郡 - 北
- フェルプス郡 - 北
- デント郡 - 北東
- シャノン郡 - 東
- ハウェル郡 - 南
- ダグラス郡 - 南西
- ライト郡 - 西
- ラクレード郡 - 北西

### 国立保護地域
- マーク・トウェイン国立の森（部分）
- オザーク国立景観河川路（部分）

## 人口動態
以下は2000年の国勢調査による人口統計データである。
| 基礎データ - 人口: 23,003人 - 世帯数: 9,378 世帯 - 家族数: 6,647 家族 - 人口密度: 8人/km2（21人/mi2） - 住居数: 9,378軒 - 住居密度: 4軒/km2（9軒/mi2） 人種別人口構成 - 白人: 96.47% - アフリカン・アメリカン: 0.21% - ネイティブ・アメリカン: 0.96% - アジア人: 0.34% - 太平洋諸島系: 0.01% - その他の人種: 0.19% - 混血: 1.81% - ヒスパニック・ラテン系: 0.96% 年齢別人口構成 - 18歳未満: 24.9% - 18-24歳: 7.1% - 25-44歳: 24.9% - 45-64歳: 25.3% - 65歳以上: 17.8% - 年齢の中央値: 40歳 - 性比（女性100人あたり男性の人口） - 総人口: 93.5 - 18歳以上: 90.1 | 世帯と家族（対世帯数） - 18歳未満の子供がいる: 30.8% - 結婚・同居している夫婦: 58.1% - 未婚・離婚・死別女性が世帯主: 8.9% - 非家族世帯: 29.1% - 単身世帯: 26.0% - 65歳以上の老人1人暮らし: 13.2% - 平均構成人数 - 世帯: 2.42人 - 家族: 2.89人 収入と家計 - 収入の中央値 - 世帯: 29,260米ドル - 家族: 34,503米ドル - 性別 - 男性: 25,071米ドル - 女性: 17,126米ドル - 人口1人あたり収入: 16,568米ドル - 貧困線以下 - 対人口: 21.4% - 対家族数: 16.5% - 18歳未満: 29.1% - 65歳以上: 17.6% |

## 教育
テキサス郡の25歳以上の住民のうち、71.4％は高校卒以上の学歴を持ち、10.8％は学士以上の学位を持っている。

## 宗教
2000年宗教データアーカイブ協会郡別信徒報告書に拠れば、テキサス郡は福音主義プロテスタントが最多数を占めるバイブル・ベルトにある。最も多い会派は南部バプテスト連盟の55.46％、続いてチャーチズ・オブ・クライストの9.65％、ナショナル・アソシエーション・オブ・フリーウィル・バプテストの6.92％である。

## 都市と町
| - ベンデイビス - バシラス - カブール - クララ | - エルククリーク - エリスプレーリー - ユーニス - ハーツホーン | - ヒューストン - 郡庁所在地 - ハギンス - キンブル - リッキング | - メイプルズ - マウンテングローブ - プラトー - レイモンドビル | - ロビー - シェリル - ソロ - サクセス | - サマーズビル - アプトン - ユーコン |  |

## 政治

### 地方
テキサス郡の地方レベルでは共和党が大半の政治を支配しており、郡の選挙で選ばれる役職は6人を除いて独占している。

#### 国政
大統領選挙のレベルでは共和党寄りの郡である。2000年と2004年の大統領選挙では、ジョージ・W・ブッシュが2対1の票差でテキサス郡を制した。1992年に郡を制したビル・クリントンが最後の民主党候補となっている。2008年の選挙では、州内の田園部にある郡と同様、バラク・オバマよりジョン・マケインを選んだ。
テキサス郡は州南東部の田園部郡と同様、社会的にまた文化的に保守的であり、それが共和党支持の傾向に影響している。2004年の州民投票では、結婚を男と女の結合として定義する州憲法改正案をテキサス郡は85.63％という圧倒的多数で賛成した。州全体でも71％の賛成で可決し、ミズーリ州は同性結婚を禁止する最初の州になった。2006年の州民投票では、胚性幹細胞の研究を予算化し、合法化する憲法改正案が掛けられたが、テキサス郡では61.13％が反対した。州全体では51%の賛成と辛うじて改正が成立し、胚性幹細胞の研究を最初に認めた州の1つになった。郡民は伝統的に社会問題に保守的であるが、最低賃金の増加のような人民主義的施策は支持する傾向にある。やはり2006年の州民投票で最低賃金を時間あたり6.50ドルに増やす命題については、テキサス郡では72.03％が支持した。この命題は州内のどの郡でも支持され、75.94％が賛成した。

#### 2008年大統領予備選挙
2008年の大統領予備選挙で、テキサス郡は二大政党の候補者をどちらも州全体と全国で二位に終わった者を選んだ。民主党の予備選挙ではヒラリー・クリントンが1位となり、さらに共和党予備選挙で各候補者に投じられた票数よりも多かった。